# تیو (تیو)
تیو شهری در شهرستان تیو در استان بولکیمده در بورکینافاسوی غربی مرکزی است جمعیت آن ۸۹۸۳ نفر است.